# 湖區站 (聖彼得堡地鐵)
湖區站（羅馬化：Ozerki）是聖彼得堡地鐵的一個車站，開通於1988年8月19日。湖區站是聖彼得堡地鐵2號線的一個車站，車站深度達地下59米。